# Рони, Жозеф (младший)
Жозеф Рони-младший (фр. J.-H. Rosny jeune, настоящее имя — Серафен Жюстен Франсуа Бёкс (фр. Séraphin Justin François Boex); 21 июля 1859, Hôtel J.-H. Rosny — 21 июля 1948, Плубазланек) — французский писатель бельгийского происхождения. Многолетний соавтор своего брата — Рони-старшего.

## Биография
Родился в 1859 году в Брюсселе — столице Бельгии. Был на три года младше своего брата. При рождении оба брата носили фамилию Бёкс, фламандского происхождения, хотя семья являлась, в основном, франкоязычной. Жозеф Рони-младший довольно рано перебрался во Францию, однако и в дальнейшем сохранял двойное, французское и бельгийское гражданство.
На протяжении двадцати с лишним лет, с 1887 по 1908 год, писал приключенческие, исторические и научно-фантастические произведения вместе с братом, под общим псевдонимом «J.-H. Rosny» (Ж.-Х. Рони). После этого братья стали работать порознь, и уже в 1909 году Рони-старший издал, возможно, самую известную свою книгу: (до)исторический роман «Борьба за огонь» (переведённый в том числе и на русский язык и многократно изданный).
Что же касается Рони-младшего, то с 1909 по 1947 год он опубликовал не менее двух десятков произведений под псевдонимом «J.-H. Rosny jeune» (Ж.-А. Рони-младший). Понять тематику многих из них помогает дословный перевод названий: «Страстная куртизанка» (1924), «Трагическая любовь принцессы де Ламбаль» (1930), «Любовная ошибка Анны Бретонской» (1934), «Роковые страсти Полины Боргезе» (1930) и так далее. Большинство (если не все) из этих произведений никогда не переводились на русский язык.

## Споры об авторстве
В дальнейшем многие произведения, написанные братьями совместно в период до 1908 года, стали приписываться одному только Рони-старшему, чему, возможно, поспособствовал сам старший брат, считавший свой вклад решающим. Конфликт между братьями продолжался до 1935 года, когда они подписали друг с другом «конвенцию» об авторских правах на произведения, написанные совместно.

## Президент Гонкуровской академии
Помимо всего прочего, братья Рони были известны своей дружбой с Эдмоном де Гонкуром, согласно завещанию которого на его средства были основаны Гонкуровская академия и Гонкуровская премия в области франкоязычной литературы (вручается до сих пор). Уже в своем завещании Гонкур указал, что желает видеть обоих братьев членами академии. Оба брата выполнили пожелание Эдмона де Гонкура, и поэтому стали членами академии со дня её основания. С 1926 года вплоть до смерти в 1940 году Рони-старший занимал должность президента Академии, после чего его сменил младший брат (занимал эту должность в 1940—1945 годах).
Время президентства Рони-младшего в Академии пришлось на годы Второй мировой войны и немецкой оккупации Франции. Тем не менее премия продолжила вручаться. В 1941 году правительство Виши вмешалось в процедуру вручения премии, в результате чего её получил писатель более консервативных взглядов, чем кандидат, выбранный академией. Это вызвало масштабный скандал во французских литературных кругах, и в дальнейшем правительство Виши не вмешивалось в процедуру вручения премии. 
Сам Рони-младший не был сторонником правительства Виши. И всё же, занятие официальной публичной должности в период оккупации, вероятно, требовало некоторого уровня демонстрации лояльности. Поэтому в 1945 году Рони-младший всё же ушёл в отставку.
Скончался на курорте Плубаланек на побережье Бретани в 1948 году.